# 小勢村
小勢村（おぜむら）は、かつて富山県西礪波郡に存在していた村。1954年（昭和29年）4月1日、高岡市と合併し、現在の高岡市小勢地区にあたる。

## 沿革
- 1889年（明治22年）- 町村制の施行により、小勢村が発足する。
- 1951年（昭和26年）4月1日 - 村の南部に位置する伊勢領の区域を戸出町に編入する。
- 1954年（昭和29年）4月1日 - 高岡市に編入する。

## 概要
- 砺波平野北部に位置し、ほぼ全域が田園地帯となっている。
- 地域の中央を祖父川が南から北へ流れている。
- 村名は、村制施行時に大きな集落であった小竹村（高岡市小竹）の小と、伊勢領村（高岡市戸出伊勢領）の勢を組み合わせて命名された[3]。
- 小勢村は南北縦長かったこともあり昭和の大合併の際に2つに分かれた。北中部地区は高岡市となり、南部伊勢領地区は戸出町に近かったため戸出町との合併を決めた。
- 明治期の旧村域は現在いずれも高岡市域だが、伊勢領は戸出地区に含めて、その他の旧村域は小勢地区と呼ばれる。

## 名物
- 駒方漬け - 地場野菜と地酒の酒粕を使った漬物

## 名所・旧跡
- ご神木の碑（三ケ）
- 蔵野の名水（蔵野町）- 特別養護老人ホーム鳳鳴苑横
- 正泉寺の名水（小竹）
- 黒田太八郎の碑（本保） - 田ころがしの発案者、黒田太八郎の碑。平成17年12月建立。
- 本保波止場跡（本保） - 祖父川の波止場跡。地域産品の他、江戸時代には戸出御蔵貯蔵米もここから吉久、伏木へ運び出された。跡地には石碑が建てられている。

## 教育
- 高岡市立おぜ保育園